# Château de Gallerande
Le château de Gallerande est un édifice situé à Pringé, sur la commune de Luché-Pringé, dans les limites des régions historiques de l'Anjou et du Maine (dans l'actuel département de la Sarthe). 
Propriété privée, le château n'est pas ouvert aux visites.

## Histoire

### La terre de Gallerande au Moyen Âge
Le premier seigneur connu de la terre de Gallerande est un certain Garin de Galaranda, en 1173, auquel ont succédé Hugo de Galaranda (avant 1180) puis Hamelin de Galaranda en 1239. De l'union de l'héritière de ces trois premiers seigneurs avec Robin II, seigneur de la terre voisine de Clermont, vers 1210, naît la famille de Clermont-Gallerande, qui tient le château pendant près de six siècles, jusqu'à la Révolution française,.
Le château de Gallerande était à l'origine une forteresse, édifiée à partir du XIIe siècle, doublée d'une habitation assez modeste. Au début du XIIIe siècle, Robin III, sixième seigneur de Clermont-Gallerande, fonde une chapellenie dans l'église voisine de Notre-Dame de Pringé pour servir de sépulture aux différents membres de la famille. En 1275, la chapelle du château, dite du Douet, est construite. Jean II, petit-fils de Robin III, agrandit le domaine de Gallerande en épousant vers 1380 l'héritière de la terre de Mervé.
Pendant la guerre de Cent Ans, le château est attaqué à plusieurs reprises par les Anglais. Sa chapelle est notamment détruite en 1360. Le seigneur de Gallerande s'étant retiré dans sa terre angevine de Montrevault, la garde du château est confiée à Guillaume Grugelin, qui l'abandonne aux Anglais sans combattre en 1421,, peu de temps après la bataille de Baugé. Le château est repris par les troupes du connétable de Richemont, en juillet 1426,, mais les Anglais, réfugiés dans le donjon, le détruisent par le feu avant de quitter la place.

### Reconstruction du château à la Renaissance
Dans le second tiers du XVe siècle, Louis II, douzième seigneur de Clermont-Gallerande et chambellan du roi René d'Anjou, fait reconstruire le château qui abandonne le caractère défensif de la forteresse féodale pour le confort et l'esthétique des logis de la Renaissance. Après la mort de Louis II en 1477, ses descendants occupent des fonctions importantes dans l'armée ou l'administration du royaume.
En 1576, la terre de Gallerande est érigée en marquisat par le roi Henri III, au profit de Georges Ier, seigneur du lieu. Elle réunit les seigneuries de Clermont, Gallerande, Mareil, Luché, Pringé, de même que les fermes fieffées du Plessis-Allouin et du Plessis-Marchais. La chapelle du Douet est reconstruite en 1647. Pendant les guerres de Religion, le château de Gallerande est occupé par les ligueurs.

### Époque contemporaine
En 1822, le château de Gallerande est vendu à la famille de Sarcé, dont la dernière héritière, Anne de la Planche de Ruillé, meurt en 1985 en léguant la propriété à l'ordre souverain de Malte, dont elle était membre. Le musée du Louvre fait l'acquisition d'un tableau de Georges de La Tour, Saint-Thomas à la Pique, conservé au château, pour 32 millions de francs avant que la propriété ne soit vendue à un riche Américain.

## Architecture
Le château de Gallerande est situé à proximité du bourg de Pringé, au milieu d'un parc boisé au pied d'une colline qui descend vers le Loir. Il se compose d'un corps de logis principal et d'une aile en retour vers l'arrière, accompagnés de quatre tours cylindriques et deux tours quadrangulaires. Les parterres sont séparés de la route par un long canal. Le domaine de Gallerande s'étend de l'autre côté de la route, avec la présence de deux anciens corps de dépendances du XVIIIe siècle pour loger les troupes du marquis de Gallerande et d'un colombier percé d'ouvertures triangulaires.